# 東帝汶省
东帝汶省是印度尼西亚以前的一个实际统治的省份，继承之前的葡属帝汶。现为独立的东帝汶。
1702年至1975年，东帝汶是葡萄牙帝国的海外领地葡属帝汶。1974年，葡萄牙在包括葡属帝汶在内的殖民地中，发起非殖民化过程。在此过程中，帝汶的不同部分市民之间爆发了冲突。1975年12月，印度尼西亚国民军入侵东帝汶。1976年7月，苏哈托签署法案将其兼并，成立第27个省——东帝汶省，更名为印尼语化的“Timor Timur”。然而联合国不承认此次兼并，继续认为葡萄牙对东帝汶的统治为合法。1999年，联合国接管东帝汶，成立联合国东帝汶过渡行政当局。2002年，东帝汶获得独立。

## 印尼任命的东帝汶各任省长
- 1976年 – 1978年：阿纳尔多·里斯·阿劳约（Arnaldo Reis Araújo）
- 1978年 – 1982年：古依列梅·玛丽亚·贡萨尔维斯（Guilherme Maria Gonçalves）
- 1982年9月18日 – 1992年9月18日：马里奥·维加斯·卡拉斯卡朗（Mário Viegas Carrascalão）
- 1992年9月18日 – 1999年10月25日：若瑟·阿比廖·索尔斯（José Abílio Osório Soares）[1]